# Paguristes sayi
Paguristes sayi is een tienpotigensoort uit de familie van de Diogenidae. De wetenschappelijke naam van de soort werd in 1893 voor het eerst geldig gepubliceerd door Alphonse Milne-Edwards en Bouvier.